# ليزا ريموند
ليزا ريموند (بالإنجليزية: Lisa Raymond)‏ لاعبة كرة مضرب أمريكية مواليد 10 أغسطس 1973

## روابط خارجية
- ليزا ريموند على موقع رابطة محترفات التنس (الإنجليزية)
- ليزا ريموند على موقع الاتحاد الدولي لكرة المضرب (الإنجليزية)
- ليزا ريموند على موقع كأس بيلي جين كينغ (الإنجليزية)
- ليزا ريموند على موقع بطولة ويمبلدون (الإنجليزية)
- ليزا ريموند على موقع خلاصة التنس.كوم (الإنجليزية)
- ليزا ريموند على موقع إي إس بي إن.كوم (الإنجليزية)
- ليزا ريموند على موقع اللجنة الأولمبية الدولية (الإنجليزية)
- ليزا ريموند على موقع أوليمبيديا (الإنجليزية)